# أبو يعقوب يوسف الناصر
أبو يعقوب يوسف الناصر (توفي 13 مايو 1307 م) هو أحد سلاطين المرينيين، وهو ابن السلطان أبي يوسف يعقوب بن عبد الحق الملقب بالمنصور. شارك أبو يعقوب أثناء حكم أبيه في عدة غزوات في الأندلس، ومنها موقعة إستجة التي نشبت يوم 15 ربيع الأول 674 هـ (9 سبتمبر 1275 م)، التي حققت فيها الجيوش المرينية والجيوش الأندلسية انتصارًا كبيرًا على القشتاليين بقيادة الدون نونيو دي لارا، الذي قُتل هو وعدد كبير من قادته.

## حكمه
خلف أبو يعقوب أباه المنصور، الذي توفي في المحرم سنة 685 هـ (مارس 1285 م) بعد حياة حافلة بالجهاد في المغرب والأندلس، وكان المنصور قد عقد قبيل وفاته صلحًا مع سانتشو الرابع ملك قشتالة، غير أن سانشو لم يلبث أن نكث عهده، وأغار على الثغور الأندلسية، فأرسل السلطان أبو يعقوب إلى قائده على الثغور أن يغزو شريش وأرض النصارى، فسارت الحرب سجالًا، حتى عبر السلطان بنفسه إلى الأندلس في رمضان سنة 690 هـ، واقتحم أرض النصارى، وغزا شريش، ووصل في زحفه إلى أحواز إشبيلية وعاث فيها، ثم عاد إلى الجزيرة، وارتد عائدًا إلى المغرب في أوائل سنة 691 هـ.

### وفاته
في ذي القعدة من سنة 706 هـ (مايو 1307 م) دبر الخصيان مؤامرة للتخلص من السلطان أبي يعقوب، فقتله كبير الخصيان، ونشبت عقب مصرع السلطان حرب أهلية حول العرش بين ولديه أبي ثابت وأبي سالم، هُزم فيها أبو سالم وقُتل، واستقر أبو ثابت على العرش.